# Epiloog

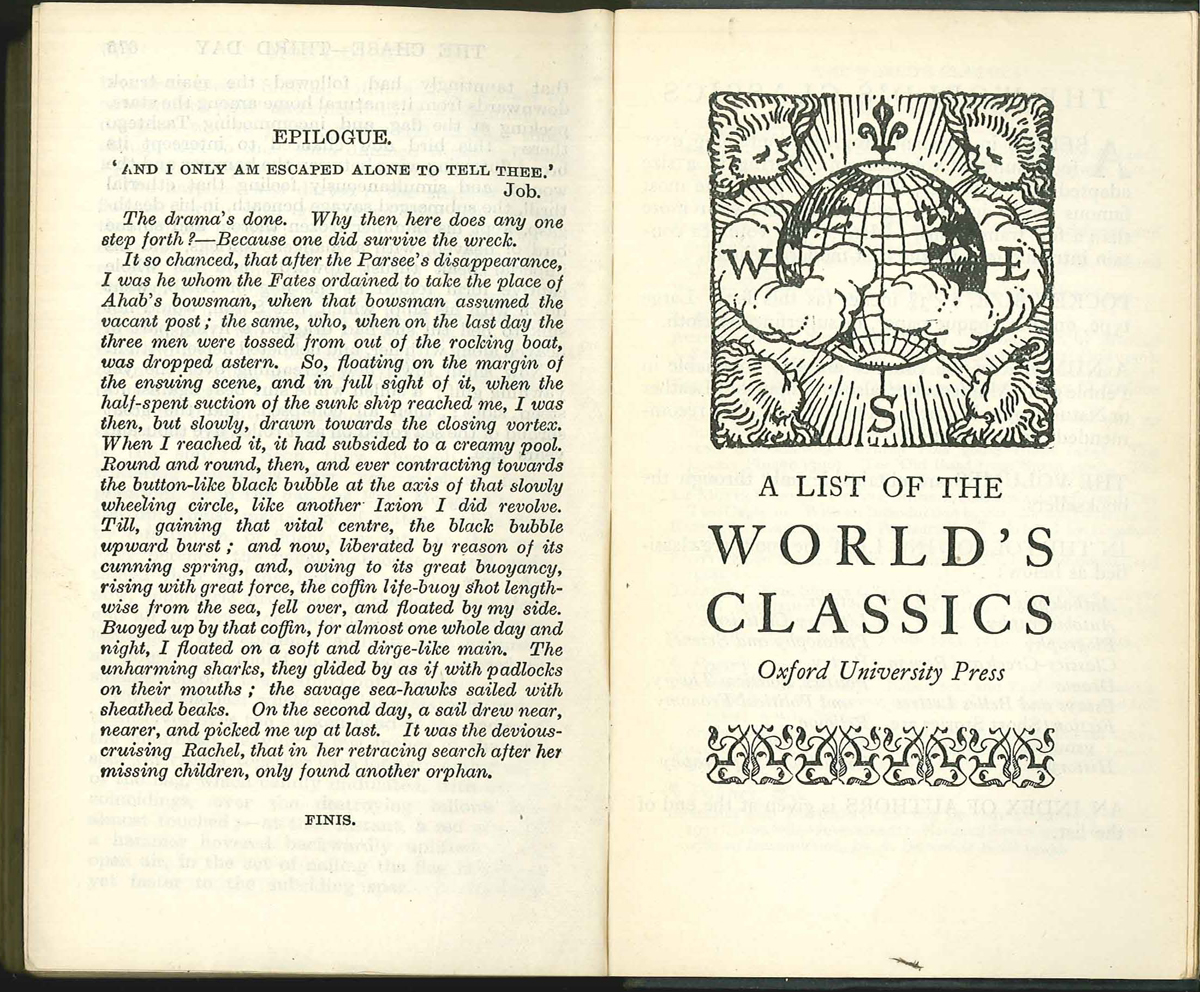
Epiloog

Een epiloog (ook: nawoord, narede of naspel) is een tekst of muziekstuk dat aan het einde van een verhaal, toneel- of muziekstuk komt.
Bij een verhaal en een toneelstuk wordt het vaak gebruikt om nadere uitleg te geven over de inhoud van het werk, of om te vertellen wat er nadien met de hoofdpersonen is gebeurd.
Ook de laatste etappe van een wielerronde, zoals de Ronde van Frankrijk, wordt epiloog genoemd.
Het antoniem van 'epiloog' is proloog.